# Robert Cichoń
Robert Cichoń (ur. 24 września 1968) – polski kaskader oraz aktor.

## Filmografia
Koordynator kaskaderski
- 2009: Blondynka

Kaskader
- 1999: Skok
- 1999: Prawo ojca
- 1999: Ostatnia misja
- 1999: Operacja „Koza”
- 1999: Od czasu do czasu (dubler Jana Englerta)
- 1999: Kallafiorr
- 1999: Jak narkotyk
- 1999: Czy można się przesiąść
- 1999 – 2019: Na dobre i na złe (od odcinka 210)
- 2000: Noc świętego Mikołaja
- 2000: Skarb sekretarza
- 2000: Gunblast Vodka
- 2001: Where Eskimos Live
- 2001: Przedwiośnie
- 2001: Poranek kojota
- 2001: Pieniądze to nie wszystko
- 2001: Marszałek Piłsudski (serial telewizyjny)
- 2001: Kameleon
- 2001: Gulczas, a jak myślisz...
- 2001: Boże skrawki
- 2002: Wiedźmin (od odcinka 3)
- 2002: Pianista
- 2002: Superprodukcja
- 2002: Sfora
- 2002: Przedwiośnie
- 2002: Jest sprawa...
- 2002: Sfora: Bez litości
- 2003: Biała sukienka
- 2003: Pogoda na jutro
- 2003 – 2011: Daleko od noszy (od odcinka 207)
- 2004: The aryan couple
- 2004: Fala zbrodni (odcinki 15-28)
- 2004: Pręgi
- 2004: Poza zasięgiem
- 2004: Diwersant
- 2004 – 2008: Kryminalni
- 2005: Dziki 2: Pojedynek
- 2006: Wszyscy jesteśmy Chrystusami
- 2006: Fałszerze – powrót Sfory
- 2006: Dublerzy (sekwencja sycylijska)
- 2006: Dublerzy (sekwencja sycylijska)
- 2007 – 2008: Pitbull (seria II-III)
- 2007 – 2008: Twarzą w twarz
- 2007: Świadek koronny
- 2007: Odwróceni (od odcinka 4)
- 2007: Katyń
- 2007: Jutro idziemy do kina
- 2007: Determinator
- 2008: Spring 1941
- 2008: Limousine
- 2008: Agentki
- 2009: Zwerbowana miłość
- 2009: Zero
- 2009: U Pana Boga za miedzą
- 2009: Naznaczony (od odcinka 4)
- 2009: Najlepszy kontakt (Polska)
- 2010: Trick
- 2010: Ciacho
- 2011: Izolator
- 2011: Instynkt
- 2012: Trick (serial telewizyjny)
- 2012: Ostatnie piętro
- 2012: Hans Kloss. Stawka większa niż śmierć

Aktor
- 1997 Boża podszewka – parobek (nie występuje w napisach)
- 1998: 13 posterunek (odc.36,39)
- 1999: Kallafiorr
- 2000: Dom (odc.22)
- 2000 – 2001: Adam i Ewa – złodziejaszek, który okradł Magdę
- 2002: Superprodukcja – asystent Gipsona
- 2004: Fala zbrodni – człowiek Siergiejskiej (nie występuje w napisach) (odc.24,27)
- 2006: Egzamin z życia (odc.49)
- 2007: Katyń
- 2007: Kryminalni – kolega „Lola” (nie występuje w napisach) (odc.83)
- 2007: Determinator – Zbigniew Domański (odc.1)
- 2008: Twarzą w twarz – strażnik więzienny
- 2008: Czas honoru (odc.12)
- 2009: Blondynka – kierowca (odc.13)
- 2011: Izolator
- 2011: Daleko od noszy – weselnik (odc.201)

## Życie prywatne
Starszy brat kaskadera Piotra Cichonia.